# Dione poeyii
Dione poeyii är en fjärilsart som beskrevs av Butler 1873. Dione poeyii ingår i släktet Dione och familjen praktfjärilar. Inga underarter finns listade i Catalogue of Life.